# Химический реактор
Химический реактор — агрегат для проведения химических реакций объёмом от нескольких миллилитров до сотен кубометров. В зависимости от условий протекания реакций и технологических требований реакторы делятся: 
1. реакторы для реакций в гомогенных системах и в гетерогенных системах,
2. реакторы низкого, среднего и высокого давления,
3. реакторы низкотемпературные и высокотемпературные,
4. реакторы периодического, полунепрерывного и непрерывного действия.

Цель работы реактора – выработка конечного продукта из исходных компонентов при соблюдении требований максимальной эффективности процесса:
1. Создание устойчивого и стабильного режима проведения реакции;
2. высокие энергетические показатели;
3. минимальная стоимость реактора;
4. простота работы и ремонта.

Процессы, протекающие в химических реакторах, могут быть описаны в рамках нескольких идеальных моделей:
- идеального смешения, где концентрация целевого продукта мгновенно скачкообразно меняется от начальной до установившейся в реакторе;
- идеального вытеснения, где движущийся поток можно представить в виде нескольких несмешивающихся друг с другом объемов и характер движения их поршнеобразный;
- однопараметрическая диффузионная модель - где допускается диффузионное движение вещества навстречу потоку (обратное перемешивание); при этом предполагается, что параметры реактора по радиусу аппарата не изменяются;
- двухпараметрическая диффузионная модель - где учитывается изменение параметров не только по направлению движения потока, но и в радиальном направлении, и допускается диффузия как в продольном, так и в радиальном (поперечном) направлении;
- ячеечная модель - поток представляется в виде совокупности ячеек, в каждой из которых происходит идеальное смешение, а между ними массообмен отсутствует.

Химические реакторы внутренним объёмом до 10 литров применяются в основном в лабораториях в исследовательских целях и в пилотных установках.
Реакторы объемом от 100 литров работают в химической, фармацевтической, целлюлозной, парфюмерной промышленности и других. Химические реакторы используются для ведения различных химических реакций, испарения, кристаллизации, плавления и гомогенизации исходных компонентов или продуктов реакции.